# قليعي
القُليْعيّ (الاسم العلمي: Saxicola) هو جنس من الطيور يتبع فصيلة صائدات ذباب العالم القديم ضمن رتبة الجواثم.